# Salvia hispanica
A Salvia hispanica, popularmente conhecida como chia, é uma planta herbácea da família das lamiáceas (assim como o alecrim e a sálvia), nativa da Guatemala e das regiões central e austral mexicanas (e Colômbia). Há evidência de que os astecas cultivavam o vegetal em tempos pré-colombianos presente no Códice Mendoza, datado do século XVI, documento no qual também se mencionava sua relevância agrícola à época.
Mais conhecida por sua semente, a qual é comercializada integralmente, moída ou em forma de óleo, a chia também é dona de folhas que podem ser aproveitadas para infusões. Ambos derivados, independente da forma, são tidos como ricas fontes de minerais, aminoácidos essenciais e ômega 3.

## Etimologia
A palavra chia deriva da palavra do nahuatl chian, que significa "oleoso". Diz-se que o estado mexicano de Chiapas pode ter sido nomeado também a partir da língua náuatle, significando "água de chia" ou "rio de chia".
É uma das duas plantas conhecidas como chia, sendo a outra Salvia columbariae, esta também denominada chia dourada.

## Semente de chia
A semente da chia possui formato oval e "diâmetro" de aproximadamente 2 mm. É visivelmente a principal parte da planta nos âmbitos comercial e gastronômico.

### Características nutricionais
A semente da chia é, por vezes, considerada um alimento funcional dadas suas características compositivas. Seu efeito mucilaginoso (o de absorver e reter quantidade significativa de água, como um emulsificante), devido à alta concentração de fibras, torna a chia interessante para quem busca emagrecer, posto que pode intensificar a sensação de saciedade.
É possível escrutinar a importância nutricional da semente de chia com a seguinte lista:
- Ômega 3: A semente da chia é uma das mais ricas fontes conhecidas (tanto entre as vegetais quanto entre as animais) do ácido alfalinolênico, um dos ácidos graxos classificados como ômega 3. Contudo, esse ácido é um precursor das forma EPA e DHA, que são as formas "ativas" do Ômega 3. Cabe lembrar que o corpo humano não converte bem o primeiro nos segundos. [2][5][9]
- Cálcio: cinco vezes a concentração do mineral encontrada no leite de vaca.[5]
- Magnésio: 100 gramas da semente de chia pode conter o mesmo que 200g do mineral presente em nozes[3] ou 1,6 kg de brócolis,[8] por si só considerados alimentos ricos no nutriente.[10][11]
- Manganês e fósforo: 100 gramas de chia contêm 108% do manganês e 95% do fósforo demandados por um adulto numa dieta de 2.000 quilocalorias/dia. [12]
- Proteínas: 15% da composição da chia é proteica, sendo seus aminoácidos, em conjunto, formadores de alto valor biológico. Apenas 28 gramas da semente fornecem 9% da proteína que um adulto demanda, em média.[12]
- Fibras: a alta concentração de fibras alimentares (38 gramas a cada 100) faz da chia um aliado do emagrecimento e na boa digestão.
- Antioxidantes: a presença do flavonoide kaempferol e, em menor quantidade, os ácidos cafeico e clorogênico presentes provêm à chia efeito antioxidante comparável ao que apresenta o Trolox, antioxidante comercial da Hoffmann–La Roche.[13]

### Aplicação culinária
A semente de chia, quando utilizada de maneira integral, pode ter diversos usos culinários. Agindo quase como emulsificante, torna líquidos mais próximos de um gel e dá "liga" a massas.
Receitas que podem incluir a semente de chia são pudins, pães, tortas, quiches, mousses, cremes, patês, risotos, farofa, saladas de frutas, sumos e vitaminas.

### Controvérsia sobre emagrecimento
Em estudo realizado por membros da Appalachian State University, situada nos EUA, 90 pessoas acima do peso (IMC ≥ 25), entre 20 e 70 anos e saudáveis, foram submetidas ora a placebo, ora a ingestão de duas doses diárias compostas por 25 gramas de sementes de chia, adicionadas a 250 ml de água e agitadas, uma antes do café da manhã e, a outra, do jantar. O placebo era nutricionalmente equivalente, salvo as quantidades de ácidos polinsaturados e de fibra alimentar. A seleção do grupo controle, aleatória. O intervalo da pesquisa foi de 12 semanas (aproximadamente 3 meses, precisamente 84 dias que totalizaram 4,2 kg do grão em questão) e somente 14 dos 90 indivíduos participantes não seguiram à risca as exigências dos cientistas.
A conclusão foi que não houve diferença significante entre as duas amostras, tanto em questão de peso quanto em composição corpórea, além da manutenção dos níveis de pressão sanguínea e de proteína c-reativa, entre outros fatores por vezes considerados suscetíveis à ingestão regular de chia.

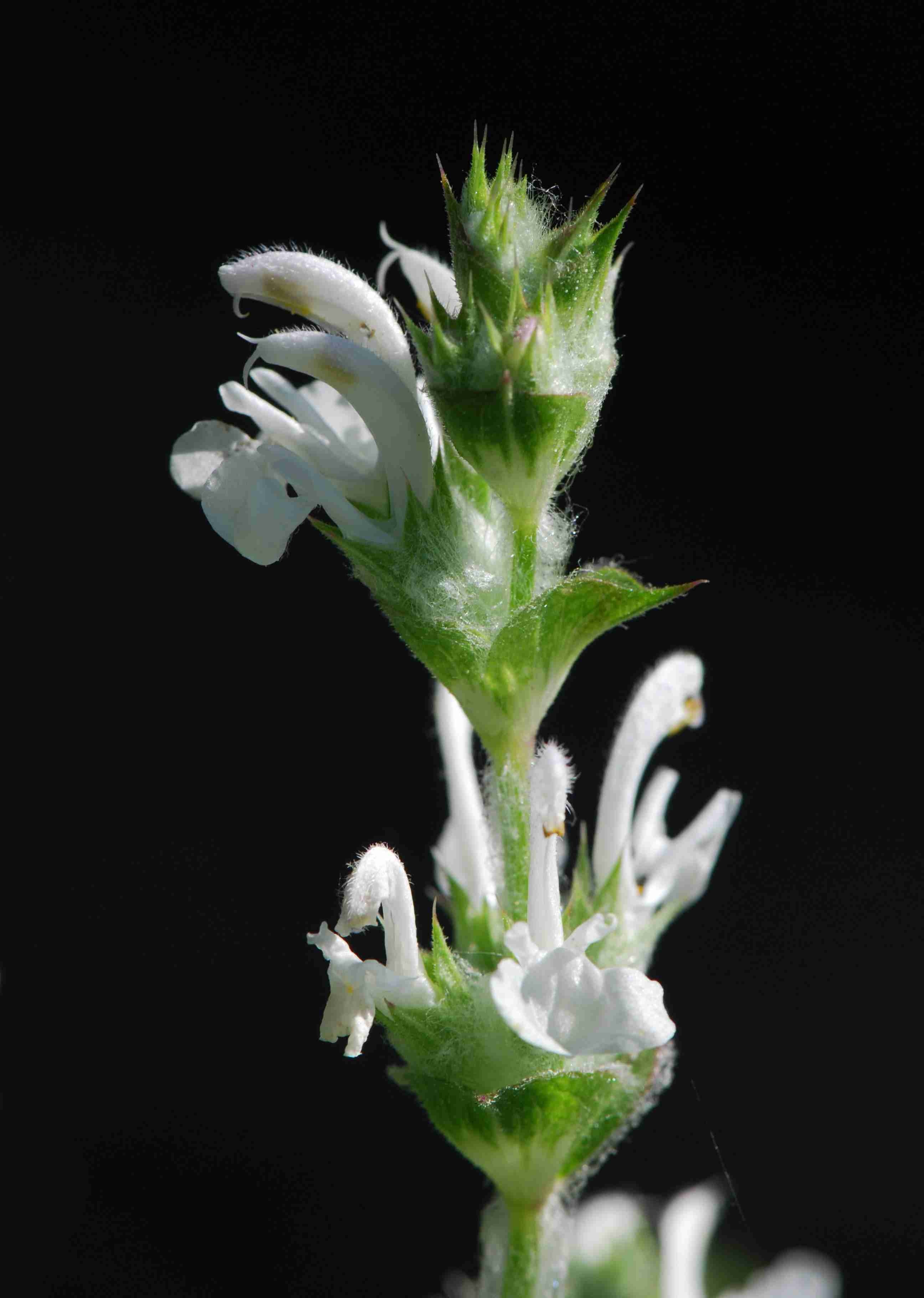
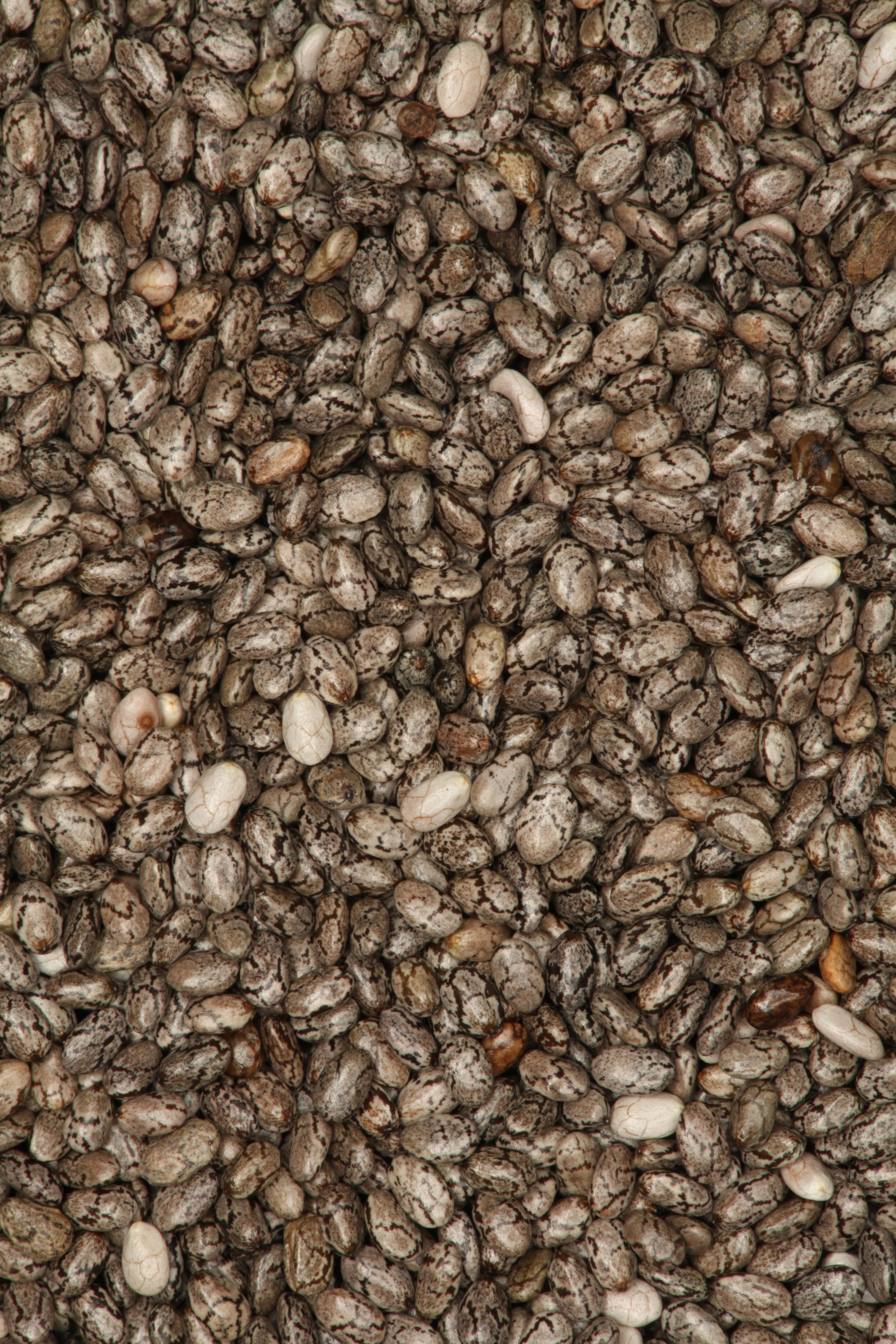
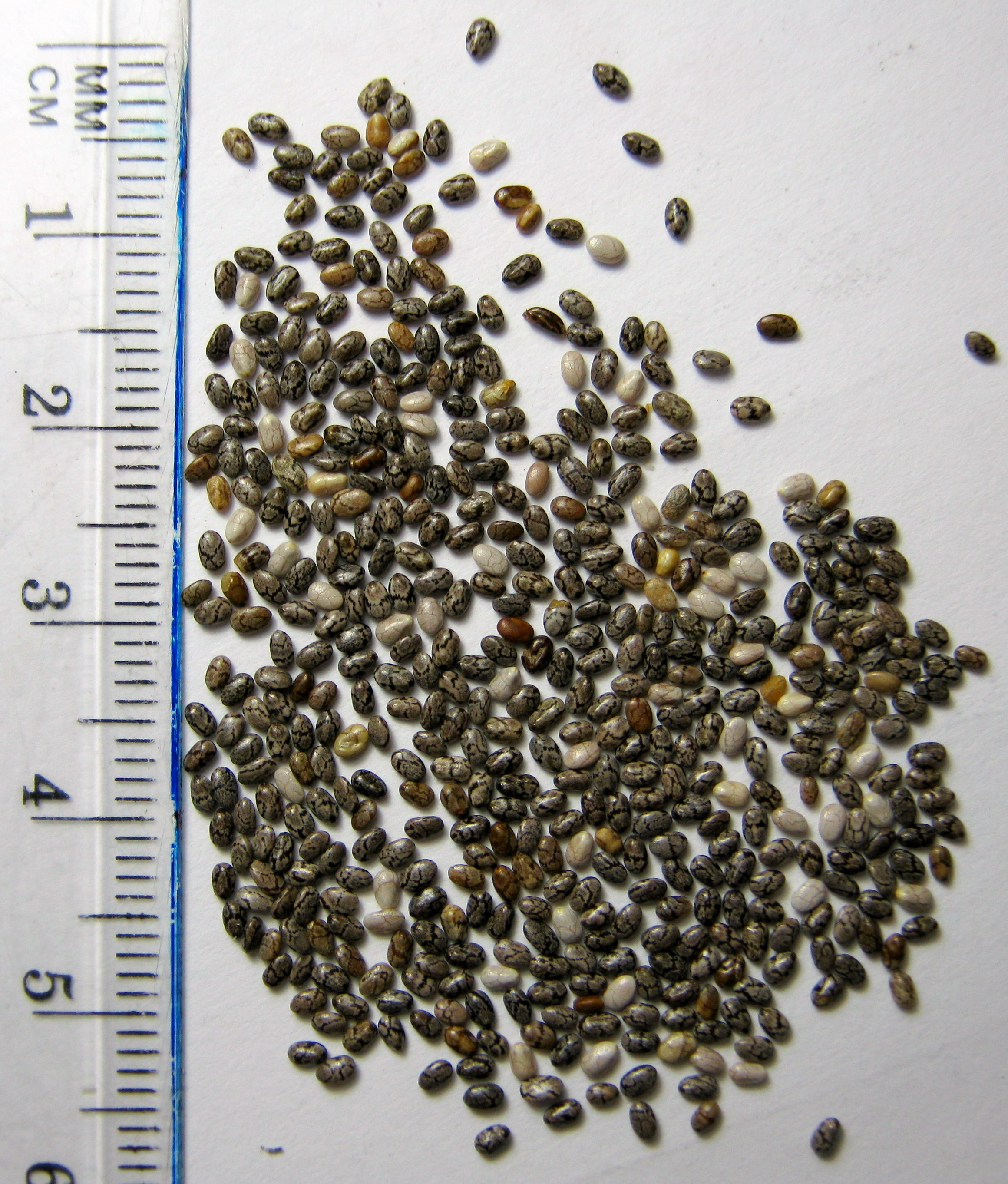